# Rok pierwszy (film 2009)
Rok pierwszy (ang. Year One, 2009) – przygodowa komedia, reżyserowana przez Harolda Ramisa i wydana przez Judd Apatow. Gwiazdami w filmie byli: Jack Black i Michael Cera oraz kluczowi: Christopher Mintz-Plasse jako biblijny Isaac i Hank Azaria w roli biblijnego patriarchy Abrahama. Prapremiera filmu miała miejsce w Ameryce Północnej 19 czerwca 2009 roku.

## Fabuła
Zed (Jack Black) i Oh (Michael Cera) - para ze zgromadzenia łowieckiego zostaje z niego wyrzucona za lenistwo. Wyruszają więc w pełną przygód podróż po antycznym świecie.

## Obsada
- Jack Black jako Zed
- Michael Cera jako Oh
- Olivia Wilde jako księżniczka Inanna[1]
- June Raphael jako Maya
- David Cross jako Kain
- Paul Rudd jako Abel[2]
- Juno Temple jako Eema
- Oliver Platt jako najwyższy kapłan
- Christopher Mintz-Plasse jako Isaac
- Eden Riegel jako Lilith
- Hank Azaria jako Abraham[3]
- Bill Hader jako szaman
- Vinnie Jones jako Sargon
- Harold Ramis jako Adam
- Rhoda Griffis jako Ewa
- Xander Berkeley jako król
- Gia Carides jako królowa
- i inni